# ゼロウェイブ
株式会社ゼロウェイブは、音響効果制作および音響制作を主な事業内容とする日本の企業である。

## 沿革
- 2018年（平成30年）10月29日：設立。

## 代表者・役員
- 代表取締役：谷口広紀、東都久美子
- 取締役：泉清二

## 所属スタッフ

### 選曲・効果
- 谷口広紀（ヴェントゥオノ→）
- 東都久美子
- 泉清二（スポット→NOISE→）
- 榊原聡志（東海サウンド→NOISE→）
- 猪俣泰史（スポット→スワラ・プロ→）
- 荒川翔太郎
- 吉澤美寿恵（スワラ・プロ→）
- 水口雄貴（東海サウンド→ヴェントゥオノ→）
- 田中柊子

## 担当作品
（凡例）太字：テレビの場合は現在放映中また継続中（特番の場合）の番組・これから放映される番組、映画の場合は現在公開中・これから公開される作品。

### 放送中の作品
連続ドラマ
- 完全不倫 -隠す美学、暴く覚悟-（日本テレビ、2025年7月期、ドラマDEEP枠）
- 量産型ルカ -プラモ部員の青き逆襲-（テレビ東京、2025年7月期、木ドラ24枠）

TVアニメ
- 神椿市建設中。（TBS）

## 過去の担当作品

### 連続ドラマ
- M 愛すべき人がいて（テレビ東京・ABEMA、2020年4月期、土曜ナイトドラマ枠）
- ギルティ〜この恋は罪ですか?〜（読売テレビ、2020年4月期、木曜ドラマF枠）
- アンサング・シンデレラ 病院薬剤師の処方箋（フジテレビ、2020年4月期、木曜劇場枠）
- いいね！光源氏くん（NHK総合、2020年4月期、よるドラ枠）
- 浦安鉄筋家族（テレビ東京、2020年4月期、ドラマ24枠）
- MIU404（TBSテレビ、2020年4月期、金曜ドラマ枠）
- 運命から始まる恋 -You are my Destiny-（FODオリジナルドラマ、2020年4月期、フジバラナイト FRI枠）
- 私の家政婦ナギサさん（TBSテレビ、2020年4月期、火曜ドラマ枠）

### TVアニメ
- 異種族レビュアーズ
- BanG Dream! 3rd Season
- ランウェイで笑って
- ぬるぺた
- 鴨乃橋ロンの禁断推理
- 聖剣学院の魔剣使い
- ブルバスター
- なぜ僕の世界を誰も覚えていないのか?
- BanG Dream! Ave Mujica